# زیردریایی کلاس استیوت
زیردریایی کلاس استیوت (به انگلیسی: Astute-class submarine) یک کلاس از زیردریایی است که طول آن 97 m (318 ft) می‌باشد.